# ワンス・アポン・ア・タイム (season 1)
アメリカのファンタジー・テレビドラマ、『ワンス・アポン・ア・タイム』の第1シーズンは2011年10月23日に放送開始し、2012年5月13日まで放送された。シリーズはエドワード・キッツィスとアダム・ホロウィッツにより製作される。物語は魔法の森とストーリーブルックで繰り広げられ、悪い女王（ラナ・パリラ）がすべての人の幸せを奪うことでハッピーエンドが得られると考えを元に物語がすすむ。

## キャスト

### レギュラー
- ジニファー・グッドウィン - 白雪姫 / メアリー・マーガレット・ブランチャード
- ジェニファー・モリソン - エマ・スワン
- ラナ・パリラ - 悪い女王 / レジーナ・ミルズ
- ジョシュ・ダラス - チャーミング王子 / デヴィッド・ノーラン
- アイオン・ベイリー - ピノキオ/オーガスト・ブース
- ジャレッド・S・ギルモア - ヘンリー・ミルズ
- ラファエル・スバージ - ジミニー・クリケット / アーチー・ホッパー
- ジェイミー・ドーナン - ハンツマン/グラハム・ハンバート
- ロバート・カーライル - ルンペルシュティルツキン / ミスター・ゴールド

### リカーリング
- ミーガン・オリー - 赤ずきん / ルビー
- ビヴァリー・エリオット - ルーカス未亡人 / おばあちゃん
- リー・アレンバーグ - グランピー / リロイ
- ゲイブ・コース - スニージー / トム・クラーク
- デビッド・ポール・グローブ - ドック
- ファスティーノ・ディ・バーダイ - スリーピー / ウォルター
- ミグ・マケリオ - バッシュフル
- マイケル・コールマン - ハッピー
- ジャンカルロ・エスポジート - ジーニー / 魔法の鏡 / シドニー・グラス
- ジェフェリー・ケーサー - ドーピー
- アナスタシア・グリフィス - アビゲイル姫 / キャスリン・ノーラン
- キーガン・コナー・トレイシー - ブルー・フェアリー / マザー・スペリアー
- デイヴィッド・アンダース - ホエール医師
- アラン・デイル - ジョージ王/アルバート・スペンサー
- トニー・ペレス - ヘンリー
- トニー・アメンドーラ - ゼペット / マルコ
- エミリー・デ・レイヴィン - ベル
- セバスチャン・スタン - マッド・ハッター / ジェファーソン

### ゲスト
- ジェイコブ・デイヴィス - ピノキオ
- クリスティン・バウワー・バン・ストラテン - マレフィセント
- ジェシー・シュラム - シンデレラ / アシュレイ・ボイド
- ティム・フィリップス - トーマス王子 / ショーン・ハーマン
- ディラン・シュミッド - ベルファイア
- リチャード・シフ - レオポルド王
- バーバラ・ハーシー - コーラ
- イングリッド・トランス - ナース・ラチェッド
- ハリー・グロエナー - マーチン
- キャロライン・ヘネシー - マーナ
- ガブリエル・ローズ - ルース
- アレックス・ザハラ - ミダス王
- ブラッド・ドゥーリフ - ゾソ
- カーレイ・スコット・コリンズ - グレーテル / アバ・ジマー
- クイン・ロード - ヘンゼル / ニコラス・ジマー
- エマ・コールフィールド - 盲目の魔女
- ゲオフ・ガスタフソン - ステルシー
- エリック・キーンレイサイド - モーリス卿 / モー・フレンチ
- エイミー・アッカー - ノヴァ / シスター・アストリッド
- ジェシー・ハッチ - ピーター
- ノア・ビーン - ダニエル
- ベイリー・マディソン - 白雪姫（子供）
- ラウラ・バートラム - ダナ

## エピソード
| 通算 | No. | エピソード名 （原題）                             | 監督                           | 脚本                                                                                       | 放送日         | 視聴者数 （万人） |
| ---- | --- | ------------------------------------------------- | ------------------------------ | ------------------------------------------------------------------------------------------ | -------------- | ----------------- |
| 1    | 1   | "物語のはじまり" Pilot"                           | マーク・マイロッド             | エドワード・キッツィス & アダム・ホロウィッツ                                              | 2011年10月23日 | 1293              |
| 2    | 2   | "この世で一番愛するもの" The Thing You Love Most" | グレッグ・ビーマン             | エドワード・キッツィス & アダム・ホロウィッツ                                              | 2011年10月30日 | 1174              |
| 3    | 3   | "白雪姫の恋" Snow Falls"                          | ディーン・ホワイト             | リズ・ティゲラー                                                                           | 2011年11月6日  | 11.45             |
| 4    | 4   | "魔法の代償" The Price of Gold"                   | デヴィッド・ソロモン           | デヴィッド・H・グッドマン                                                                  | 2011年11月13日 | 1136              |
| 5    | 5   | "小さな希望" "That Still Small Voice"             | ポール・エドワーズ             | ジェーン・エスペンソン                                                                     | 2011年11月27日 | 1069              |
| 6    | 6   | "王子と羊飼いの男" "The Shepherd"                 | ヴィクター・ネリ               | アンドリュー・チャンブリス & イアン・ゴールドバーグ                                        | 2011年12月4日  | 966               |
| 7    | 7   | "孤独な狩人" "The Heart Is a Lonely Hunter"       | デヴィッド・M・バレット        | エドワード・キッツィス & アダム・ホロウィッツ                                              | 2011年12月11日 | 892               |
| 8    | 8   | "追い詰められた心" "Desperate Souls"              | マイケル・ワックスマン         | ジェーン・エスペンソン                                                                     | 2012年1月8日   | 1035              |
| 9    | 9   | "羅針盤の指す先" "True North"                     | ディーン・ホワイト             | デヴィッド・H・グッドマン & リズ・ティゲラー                                               | 2012年1月15日  | 983               |
| 10   | 10  | "午前7時15分" "7:15 A.M."                         | ラルフ・ヘメッカー             | Story by: エドワード・キッツィス & アダム・ホロウィッツ Teleplay by: ダニエル・T・トムセン | 2012年1月22日  | 933               |
| 11   | 11  | "毒された果実" "Fruit of the Poisonous Tree"      | ブライアン・スパイサー         | イアン・ゴールドバーグ & アンドリュー・チャンブリス                                        | 2012年1月29日  | 1091              |
| 12   | 12  | "臆病者の愛" "Skin Deep"                          | ミラン・チェイロフ             | ジェーン・エスペンソン                                                                     | 2012年2月12日  | 865               |
| 13   | 13  | "誘惑の湖" "What Happened to Frederick"           | ディーン・ホワイト             | デヴィッド・H・グッドマン                                                                  | 2012年2月19日  | 984               |
| 14   | 14  | "ドリーミー" "Dreamy"                             | デヴィッド・ソロモン           | エドワード・キッツィス & アダム・ホロウィッツ                                              | 2012年3月4日   | 1067              |
| 15   | 15  | "赤ずきんの恋" "Red-Handed"                       | ロン・アンダーウッド           | ジェーン・エスペンソン                                                                     | 2012年3月11日  | 929               |
| 16   | 16  | "愛を失った女" "Heart of Darkness"                | ディーン・ホワイト             | アンドリュー・チャンブリス & イアン・ゴールドバーグ                                        | 2012年3月18日  | 869               |
| 17   | 17  | "帽子の男" "Hat Trick"                            | ラルフ・ヘメッカー             | Vladimir Cvetko & デヴィッド・H・グッドマン                                                | 2012年3月25日  | 882               |
| 18   | 18  | "うまやの青年" "The Stable Boy"                   | ディーン・ホワイト             | エドワード・キッツィス & アダム・ホロウィッツ                                              | 2012年4月1日   | 836               |
| 19   | 19  | "息子の帰還" "The Return"                         | ポール・エドワーズ             | ジェーン・エスペンソン                                                                     | 2012年4月22日  | 908               |
| 20   | 20  | "見知らぬ男の正体" "The Stranger"                 | グウィネス・ホーダー＝ペイトン | イアン・ゴールドバーグ & アンドリュー・チャンブリス                                        | 2012年4月29日  | 920               |
| 21   | 21  | "朽ち果てたリンゴ" "An Apple Red as Blood"        | ミラン・チェイロフ             | ジェーン・エスペンソン & デヴィッド・H・グッドマン                                         | 2012年5月6日   | 895               |
| 22   | 22  | "魔法のない国" "A Land Without Magic"             | ディーン・ホワイト             | エドワード・キッツィス & アダム・ホロウィッツ                                              | 2012年5月13日  | 966               |